# Adesione di Capo Verde all'Unione europea

Localizzazione dell'arcipelago (cerchio arancione) e dell'UE (verde)

Capo Verde è un gruppo di isole facente parte dell'arcipelago della Macaronesia nell'Oceano Atlantico. Fu una colonia portoghese tra il 1460 ed il 1975. Nel marzo 2005 il presidente del Portogallo Mário Soares ha lanciato una petizione per chiedere all'Unione europea di iniziare i negoziati per permettere l'adesione del paese all'Unione, dato che Capo Verde può essere un ponte tra l'Africa, l'America Latina e l'Europa.
Il 97% della popolazione capoverdiana è di religione cristiana e la popolazione stessa è una fusione tra Europa ed Africa, in quanto il 70% dei capoverdiani sono di origine mista portoghese ed africana. A causa di ciò anche i cittadini stessi hanno difficoltà a definirsi europei o africani.
Gran parte delle importazioni e delle esportazioni capoverdiane sono da e verso l'Unione europea e la sua economia è basata sul terziario. La sua valuta, l'escudo capoverdiano, è agganciata all'euro con un regime di cambio fisso.
Sebbene l'arcipelago si trovi geograficamente in Africa, situazioni analoghe non hanno rappresentato un ostacolo significativo: si tratta del caso di Cipro che, nonostante sia un'isola geograficamente in Asia, è già stata accolta in seno al Consiglio d'Europa ed all'Unione europea. Inoltre le isole di Capo Verde fanno parte dello stesso gruppo delle isole Canarie (appartenenti alla Spagna), delle Azzorre e di Madera (appartenenti al Portogallo), noto come Macaronesia. Non c'è alcun riconoscimento politico da parte dell'UE su Capo Verde come uno Stato europeo, ma, a differenza di quanto è avvenuto con il Marocco, non c'è nemmeno un pronunciamento in senso contrario.
Capo Verde è un membro dell'ECOWAS, un'organizzazione di nazioni africane che cerca di costruire un'integrazione interna simile all'UE, e, anche se non ha ancora partecipato a nessuna sua attività, non può essere membro di entrambi gli organismi contemporaneamente. È anche membro dell'Unione africana, un'organizzazione che intende istituire in Africa un'unica valuta, delle forze armate per l'intero continente ed un solo capo di Stato.
Capo Verde si è distanziata dagli altri paesi africani ed ha siglato legami più stretti con l'UE. Nel settembre 2006 il governo capoverdiano ha dichiarato l'intenzione di sospendere il libero scambio di merci con l'ECOWAS. Il primo ministro José Maria Neves ha annunciato che il suo paese imporrà restrizioni all'entrata di cittadini da tutti gli stati dell'ECOWAS. Il governo di Capo Verde presto chiederà di essere parte dell'ECOWAS con uno status speciale anziché essere membro pieno. Questo è anche un tentativo di limitare l'aumento dell'immigrazione illegale da altri Paesi dell'Africa occidentale, che usa Capo Verde e la sua vicinanza alle isole Canarie come trampolino per l'Europa.
Assieme allo sforzo di Capo Verde di entrare nell'UE, anche le altre isole della Macaronesia (le Azzorre, Madera e le Canarie) hanno dato il loro supporto per sostenere il paese. Le isole spingono per l'ingresso di Capo Verde nell'Unione con uno status speciale.